# KISSプロジェクト
KISSプロジェクトは、東京大学大学院理学系研究科附属天文学教育研究センター木曽観測所を中心とした国際共同グループによる、超新星の発見、 特に超新星爆発直後数時間以内での可視光での発見を目指す大規模な超新星探査プロジェクト。プロジェクト名のKISSは「Kiso Supernova Survey」のアクロニムである。

## 概要
KISSプロジェクトの目的は、超新星爆発の瞬間に起こると考えられているショックブレイクアウト (衝撃波脱出) 現象を捉えることである。
超新星爆発直後の数時間は、重力崩壊により星の中心で発生した衝撃波が恒星の表面を通過することによって光度が激増することが予測されている。この現象は「ショックブレイクアウト」（衝撃波脱出）と呼ばれるが、これまでに可視光領域で観測されたことがない。KISSプロジェクトは、ショックブレイクアウト現象を世界で初めて可視光で検出し、未だ謎の多い重力崩壊型超新星の爆発のメカニズムに関する理論予想を検証・解明することを目標としている。
木曽観測所の開発した超広視野CCDカメラ Kiso Wide Field Camera (KWFC) は、およそ満月16個分にあたる2度角四方の領域を一度に観測することができる。このKWFCを用いて1時間おきに空の同じ領域を監視することによって、空の広い領域を一晩に複数回監視し、超新星爆発のその瞬間を捉える。
超新星の候補はPCによる画像減算処理で絞り込まれる。処理のミス等によって紛れ込んだ「偽物」の選別については、広くインターネットを通じてアマチュア天文家による協力も求めている。
2017年から、広視野CMOSカメラを東京大学木曽観測所の105cmシュミット望遠鏡に搭載して可視光の広視野サーベイ観測を行う トモエゴゼン計画 (the Tomo-e Gozen project) が予定されている。計画名は源義仲に仕えたとされる女性 巴御前に由来する。2015年11月24日、8枚の35mmフルHD CMOSイメージセンサを搭載した試験機を105cmシュミット望遠鏡に取り付けての試験観測を実施し、ファーストライトに成功した。

### 主なプロジェクト参加者
- 国立天文台
- 甲南大学
- 広島大学
- 国立中央大学 (台湾)
- ロチェスター工科大学 (アメリカ)

## 発見した天体

### 超新星
発見した超新星の一覧（独立発見を含む）を以下に記す。
| 番号 | 名前   | 発見日         | 星座         | 銀河                                  | 発見時光度 | タイプ |
|      |        | （UT）         |              |                                       | （等）     |        |
| ---- | ------ | -------------- | ------------ | ------------------------------------- | ---------- | ------ |
| 1    | 2012cm | 2012年5月13日  | かに座       |                                       | 16.8       | Ia     |
| 2    | 2012cq | 2012年5月13日  | かに座       | UGC 4792                              | 18.2       | IIn    |
| 3    | 2012ct | 2012年5月22日  | ヘルクレス座 |                                       | 18.0       | II     |
| 4    | 2013I  | 2013年1月11日  | くじら座     | SDSS J024942.76+004535.4              | 18.6       | Ia?    |
| 5    | 2013J  | 2013年1月19日  | しし座       | KUG 1110+283 SDSS J111250.41+280414.2 | 18.8       | Ic     |
| 6    | 2013Y  | 2013年2月6日   | かみのけ座   | SDSS J120939.62+161212.2              | 18.7       | Ia     |
| 7    | 2013al | 2013年3月3日   | おおぐま座   | SDSS J111454.06+293508.6              | 19.2       | Ia     |
| 8    | 2013ba | 2013年4月4日   | うしかい座   | SDSS J135256.58+215620.9              | 19.9       | Ia     |
| 9    | 2014Q  | 2014年1月29日  | やまねこ座   | SDSS J081850.49+570605.5              | 19.2       | II     |
| 10   | 2014S  | 2014年2月21日  | おおぐま座   | SDSS J104025.73+535753.2              | 18.8       | II     |
| 11   | 2014T  | 2014年2月22日  | おとめ座     | SDSS J143604.90+022032.6              | 18.7       | IIn    |
| 12   | 2014U  | 2014年2月23日  | しし座       | NGC 3859                              | 18.9       | II     |
| 13   | 2014an | 2014年3月31日  | うしかい座   | SDSS J145142.57+083356.6              | 18.6       | Ia     |
| 14   | 2014bd | 2014年4月23日  | うしかい座   | SDSS J145048.16+092242.3              | 20.0       | IIP    |
| 15   | 2014bk | 2014年5月28日  | うしかい座   | SDSS J135402.41+200024.0              | 17.9       | Ibn    |
| 16   | 2014bo | 2014年5月19日  | ヘルクレス座 | SDSS J162745.84+414418.6              | 19.3       | Ia     |
| 17   | 2014cf | 2014年8月8日   | ペガスス座   | SDSS J230152.94+142449.9              | 18.8       | II     |
| 18   | 2014dh | 2014年9月16日  | みずがめ座   | 不明                                  | 18.5       | Ia     |
| 19   | 2014dy | 2014年12月19日 | くじら座     | SDSS J024857.88-004538.7              | 18.8       | Ia     |
| 20   | 2014ec | 2014年11月23日 | おおぐま座   | UGC 6109                              | 17.3       | II     |
| 21   | 2014ed | 2014年11月21日 | しし座       | SDSS J092913.67+223436.6              | 19.5       | Ia     |
| 22   | 2015E  | 2015年1月13日  | くじら座     | PGC 12009                             | 17.0       | Ia     |

### その他
- 2014年10月27日 (UTC) 、ふたご座に16.6等の矮新星を発見した[7]。